# Sean Bean
Sean Bean, angleški filmski in gledališki igralec, * 17. april 1959, Handsworth, Sheffield, Anglija, Združeno kraljestvo.
Sean Bean je najbolj znan po svoji vlogi Boromirja v filmski trilogiji Gospodar prstanov in filmu Percy Jackson in Kradljivec strele (Percy Jackson and the Olympiams:The Lightning thief), kjer igra boga Zevsa. Poleg tega je nastopal v številnih televizijskih serijah, med drugim je igral Neda Starka v seriji Igra prestolov.

## Zasebno življenje
V mladosti je med prepirom razbil steklena vrata. Košček stekla mu je ostal v kolenu, kar mu je preprečilo hojo in pustilo veliko brazgotino. Zaradi tega ni mogel nadaljevati svoje kariere igralca nogometa.